# Toyota Verblitz
Actualités
Dernière mise à jour : 10 février 2013.
Les Toyota Verblitz (トヨタ自動車 ヴェル ブリッツ) sont un club japonais de rugby à XV basée à Aichi jouant en Japan Rugby League One.

## Histoire
Le club réussit à faire venir plusieurs stars comme Stephen Brett ou Jerome Kaino[réf. nécessaire].

## Personnalités du club

### Effectif 2024-2025
| Piliers - Shunsuke Asaoka - Taiga Kawasaki - Yusuke Kizu - Samuelu Mataafa - Ryunosuke Momoji - Shogo Miura - Takuma Nishino - Che Runya - Gaku Shimizu - Genki Sudo Talonneurs - Ryuhei Arita - Shintaro Fukazawa - Yoshikatsu Hikosaka - Ryusei Kato - Dowling Tanaka Deuxièmes lignes - Daichi Akiyama - Josh Dickson - Richie Gray - Toby Macpherson - Issa Yamakawa | Troisièmes lignes - Kazuki Himeno (c) - Ryusei Koike - Fetuani Lautaimi - Isaiah Mapusua - Kosei Miki - Jingo Murata - Akito Okui - Will Tupou - Pieter-Steph du Toit Demis de mêlée - Ryang Jong-chu - Kaito Shigeno - Aaron Smith - Kaisei Tamura - Kippei Taninaka Demis d'ouverture - Masahiro Kitamura - Matt McGahan - Rikiya Matsuda | Centres - Siosaia Fifita - Nicolas McCurran - Chihiro Matsuyama - Yuki Okada - Vatiliai Tuidraki - Dick Wilson - Shuhei Yamaguchi Ailiers - Jone Nabetelevu - Kota Oyabu - Taichi Takahashi - Viliame Tuidraki - Yuichiro Wada Arrières - Tiaan Falcon - Joseph Manu - Takemichi Nakano |
| | | |
| (c) dénote le capitaine, Gras dénote un joueur international | | |

### Personnalités passés par le club
- Stephen Brett
- Renaldo Bothma
- Keiji Hirose
- Jerome Kaino
- Takashi Kikutani
- Troy Flavell
- Cameron McIntyre
- William Ryder
- Dustin Cooper
- Angus MacDonald
- Dominic Day
- Gio Aplon